# زمین‌لغزش (ترانه)
«زمین‌لغزش» (به انگلیسی: Landslide) تک‌آهنگی از فلیتوود مک است.
این تک‌آهنگ در چارت‌های در رتبه اول و در چارت‌های ، جزو ده ترانه اول قرار گرفت.